# Мандела, Винни
Винни Мандела (род. Nomzamo Winfreda Madikizela; 26 сентября 1936 года, Бизана, ЮАС — 2 апреля 2018 года, Йоханнесбург, ЮАР) — южноафриканский политик, которая занимала ряд государственных постов, возглавила лигу Африканского национального конгресса женщин и была членом Национального исполнительного комитета АНК. Пользовалась популярностью среди своих сторонников, которые называли её «матерью нации», и осуждалась противниками из-за её предполагаемого участия в нарушениях прав человека. В марте 2009 года Независимая избирательная комиссия постановила, что Винни Мандела, которая была избрана в качестве кандидата от АНК, может быть допущена в апреле 2009 года до всеобщих выборов, несмотря на наличие судимости.

## Ранние годы
В детстве она воспитывалась в суровых условиях, рано потеряв мать. Девятилетней девочкой Винни вынуждена была ухаживать за трёхмесячным братом. В возрасте семнадцати лет она отправилась в Йоханнесбург, чтобы поступить в университет. В Йоханнесбурге она сблизилась с политической группой, придерживавшейся взглядов троцкистского толка. Она окончила училище работников социального обеспечения и получила работу в больнице ассистентом по социальному призрению. Её деятельность была связана с помощью нуждающимся людям.
В 1957 году она познакомилась с адвокатом и противником апартеида Нельсоном Манделой. Они поженились в 1958 году и в браке у них родились две дочери Зенани (1959) и Зинджи (1960). Развелись в 1996 году.

## Апартеид
Винни Мандела стала ведущим противником белого правительства на протяжении всех лет длительного тюремного заключения её мужа (август 1963 — февраль 1990). Большинство из этих лет она провела в городе Брентфорт в Свободном государстве (провинция ЮАР). Ей было запрещено покидать это квази-государство — только лишь раз ей разрешили навестить мужа в тюрьме на острове Роббен. Начиная с 1969 года она провела полтора года в одиночной камере в тюрьме Претории Центральной.

## Проблемы с законом
В 1980-х годах Винни под благовидным предлогом воспитания беспризорных подростков организовала в чёрном пригороде Йоханнесбурга футбольный клуб. Позже стало очевидно, что «футболисты» — всего лишь банда телохранителей «матери нации», почувствовавшей собственную безнаказанность. Выяснилось, что в 1989 Винни причастна к совершённому ими убийству четырнадцатилетнего активиста освободительного движения Стомпи Моекетси, наказанного суровыми сообщниками за предательство.
Убийство подростка взял на себя некий Джонсон, числившийся «тренером клуба». И хотя преступление произошло в доме Винни, она смогла отделаться денежным штрафом, сфабриковав себе алиби о том, что в день убийства её не было в городе. Однако в конце 1997 года в Англии были опубликованы показания ещё одного «футболиста», который утверждал, что она не только присутствовала при казни юноши, но и самолично нанесла два удара ножом. Слушания по этому делу возобновились.
24 апреля 2003 года она была признана виновной по 43 пунктам обвинения в мошенничестве и 25 кражах. Её брокер — Адди Молман — был осуждён по 58 пунктам обвинения в мошенничестве и 25 кражам. Оба не признали свою вину по предъявленным обвинениям, которые касаются денег, взятых со счетов заёмщиков для закрытия фонда. Винни Мандела была приговорена к пяти годам тюремного заключения. Вскоре после осуждения она подала в отставку со всех руководящих должностей в АНК, в том числе с места в парламенте и президента лиги АНК женщин.
В июле 2004 года Высший суд Претории постановил, что «преступления не были совершены в корыстных целях». Судья отменил приговор за кражу, но оставил в силе по одному за мошенничество, приговорив её к трём годам и шести месяцам лишения свободы условно.

## Смерть
Скончалась 2 апреля 2018 года в Йоханнесбурге.

## Критика
13 апреля 1986 года Винни Мандела высказала поддержку убийств «ожерельем»: «Коробками спичек и ожерельями мы освободим страну» (англ. With our boxes of matches and our necklaces we shall liberate this country..

## Образ Винни Манделы в кино
- Голый пистолет 2 1/2: Запах страха / The Naked Gun 2½: The Smell of Fear (1991; США) режиссёр Дэвид Цукер, в роли Винни Манделы Гэйл Нили.